# Wrecking Ball
Wrecking Ball – siedemnasty studyjny album Bruce’a Springsteena wydany 5 marca 2012 nakładem  Columbia Records. Przez magazyn Rolling Stone uznany został za najlepszy album roku 2012. Pierwszy singiel z tego albumu, "We Take Care Of Our Own" nominowany został do trzech Nagród Grammy.

## Lista piosenek
Autorem wszystkich piosenek na płycie jest Bruce Springsteen.
1. "We Take Care of Our Own" - 3:54
2. "Easy Money"  - 3:37
3. "Shackled and Drawn" - 3:46
4. "Jack of All Trades" - 6:00
5. "Death to My Hometown" - 3:29
6. "This Depression" - 4:08
7. "Wrecking Ball" - 5:49
8. "You've Got It" - 3:48
9. "Rocky Ground" - 4:41
10. "Land of Hope and Dreams" - 6:58
11. "We Are Alive" - 5:36

Piosenki dostępne tylko na rozszerzonej wersji albumu:
1. "Swallowed Up (In the Belly of the Whale)" - 5:28
2. "American Land"  - 4:25

- Shackled And Drawn

Zawiera motywy pochodzące z piosenki "Me And My Baby Got Our Own Thing Going” (J.Brown/L. Collins/F. Wesley/C. Bobbitt).
- Death To My Hometown

Zawiera fragmenty z piosenki “The Last Words Of Copernicus" (Alabama Sacred Harp Convention).
- Rocky Ground

Zawiera fragmenty pochodzące z piosenki “I'm A Soldier In The Army Of The Lord” (Traditional).
- Land Of Hope And Dreams

Zawiera fragmenty piosenki “People Get Ready” (C. Mayfield).
- American Land

Zainspirowane piosenką "He Lies in the American Land" (Andrew Kovaly/Pete Seeger)

## Wykonawcy
- Bruce Springsteen - śpiew, gitary, banjo, pianino, organy, perkusja, instrumenty perkusyjne, loop
- Ron Aniello - gitara, bas, keyboard, pianino, perkusja, loop
- Max Weinberg - perkusja (piosenki 7, 11 i 13)
- Matt Chamberlain - perkusja (piosenki 3,5,8 i 10)
- Charlie Giordano - akordeon, pianino, organy, syntezator, czelesta (piosenki 3, 5, 7, 9, 10, 12 i 13)
- Soozie Tyrell - skrzypce (piosenki  2 – 7, 10 i 11)
- Clarence Clemons - saksofon (piosenki 7 i 10)
- Tom Morello - elektryczna gitara (piosenki 4 i 6)
- Greg Leisz - banjo, mandocello (piosenka 11), gitara hawajska (piosenka 8)
- Marc Muller - elektryczna gitara hawajska (piosenka 8)
- Steve Van Zandt - mandolina (piosenki 10 i 13)